# Wolfgang Plottke
Wolfgang Plottke (Klein Lukow, 1948. július 31. – 2024. március 21.) olimpiai bronzérmes német evezős.

## Pályafutása
Kormányos nélküli négyesben versenyzett. Az 1970-es világbajnokságon ezüst, az 1971-es Európa-bajnokságon bronzérmes lett. Az 1972-es müncheni olimpián társaival (Joachim Ehrig, Peter Funnekötter, Franz Held) bronzérmet szerzett. 

## Sikerei, díjai
- Olimpiai játékok – kormányos nélküli négyes
  - bronzérmes: 1972, München
- Világbajnokság – kormányos nélküli négyes
  - ezüstérmes: 1970
- Európa-bajnokság – kormányos nélküli négyes
  - bronzérmes: 1971